# Ryan, Iowa
Ryan är en ort i Delaware County i delstaten Iowa, USA.